# Серия А (хоккей с шайбой)
Серия А (полное название: la Serie A di hockey su ghiaccio, или A Series of ice hockey) — сильнейшая лига чемпионата Италии по хоккею с шайбой, образованная в 1924 году.

## Регламент
Всего участвуют 10 команд. В предварительном раунде каждая команда играет 36 игр. За победу в основное время победитель получает 3 очка, сопернику очки не присваиваются. За победу в овертайме или в серии послематчевых штрафных бросков команда-победитель получит 2 очка, а проигравший — 1.
После предварительного раунда команды делятся на две группы. В первой группе команды разыгрывают места с 1 по 4, а в группе В-с 5 по 10. Четыре наилучших команды 2-й группы попадают в плей-офф. Плей-аут определяет, какая команда будет играть в следующем сезоне серии А, а какая-отправится в Серию А2.

## Состав участников

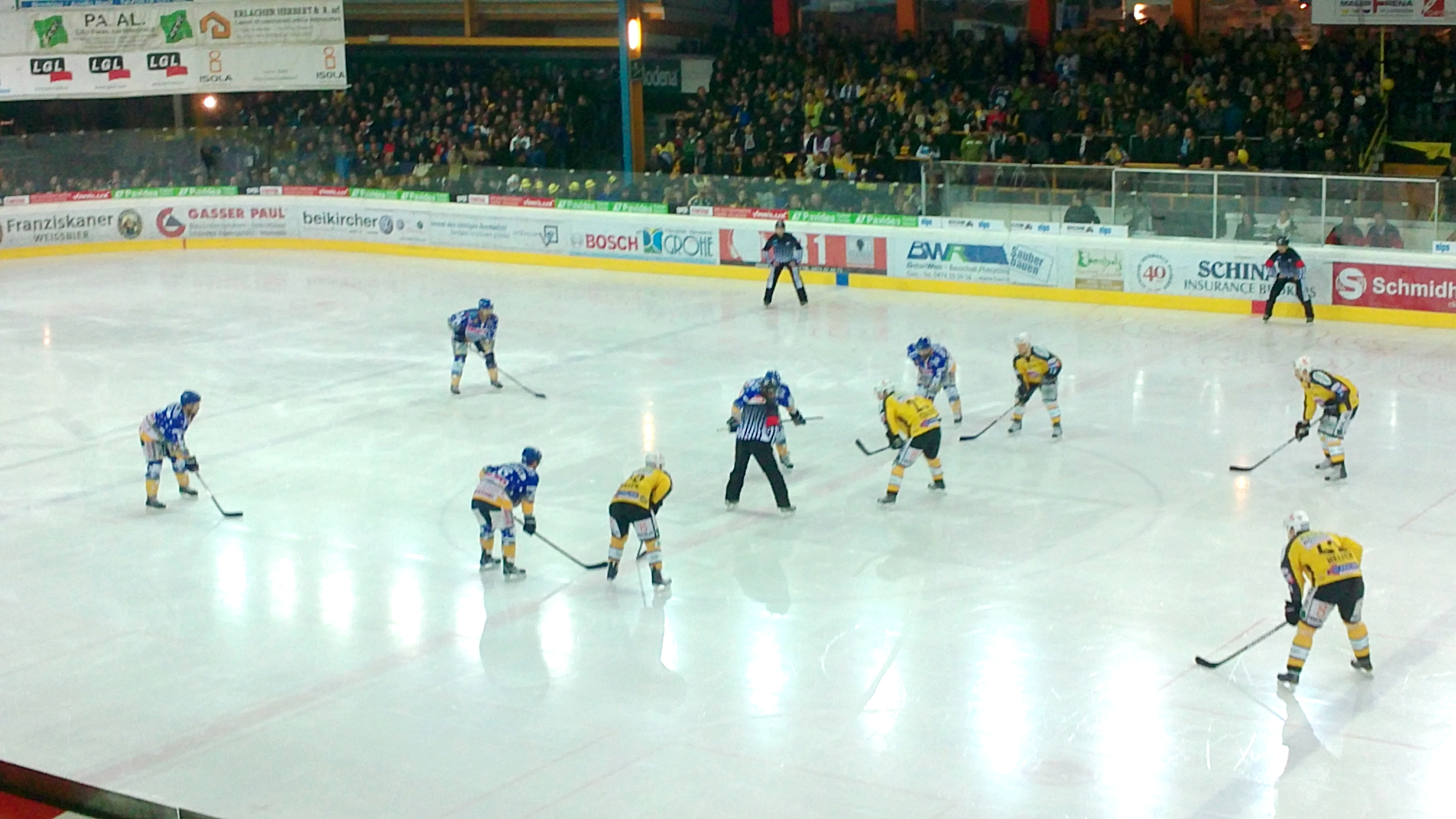
Игра клубов Пустерталь — Азиаго

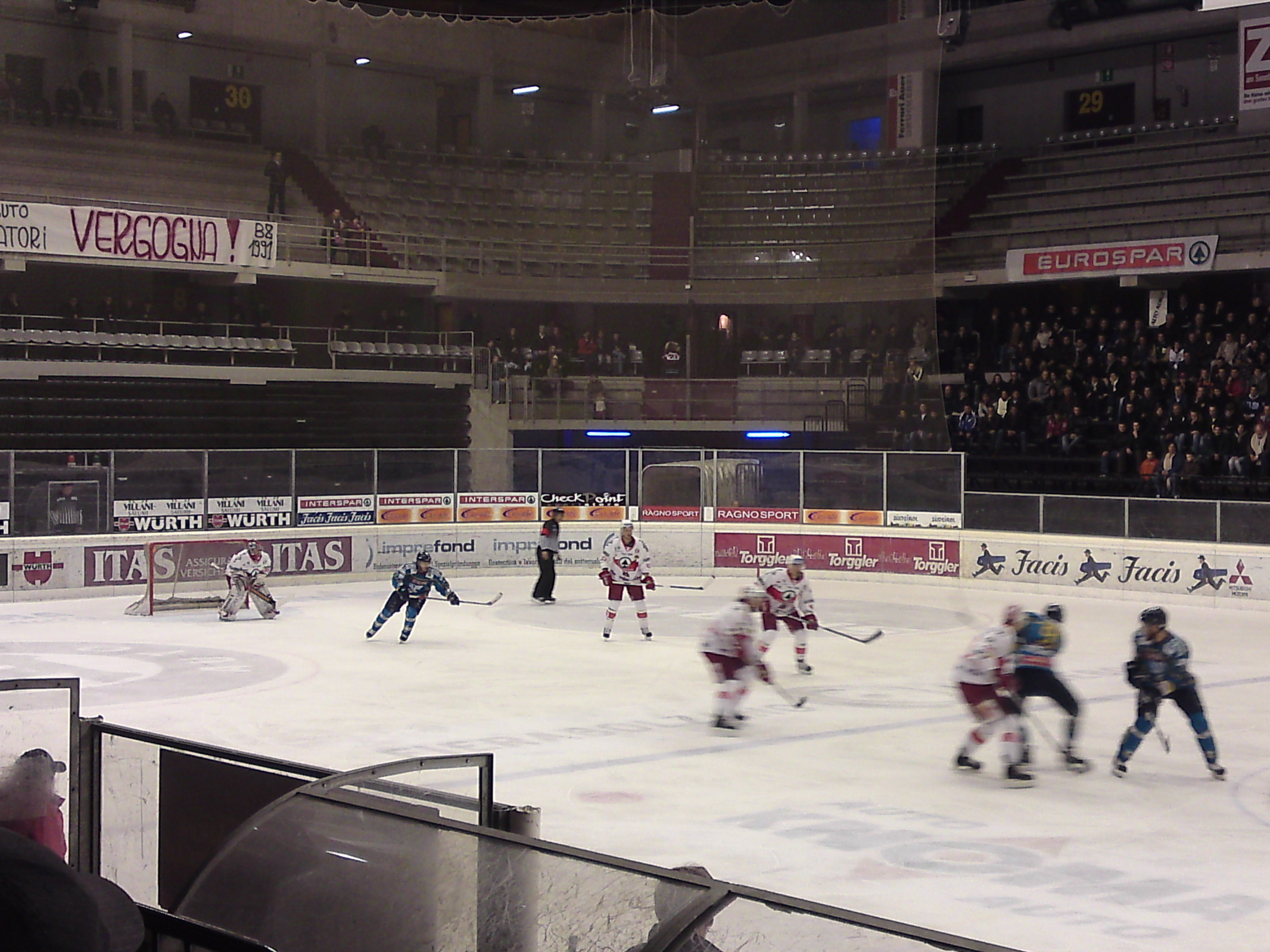
Игра клубов Больцано — Понтебба в сезоне 2009—2010

| Команда         | Город             | Арена                                | Вместимость |
| --------------- | ----------------- | ------------------------------------ | ----------- |
| Милано Россоблю | Милан             | Стадио дель Гьяччо Агора             | 3500        |
| ХК Фасса        | Канацеи           | Джанмарио Скола                      | 3500        |
| Азиаго          | Азиаго            | Пала Одегар                          | 3000        |
| ХК Кортина      | Кортина-д’Ампеццо | Олимпийский                          | 2700        |
| ХК Аллеге       | Аллеге            | Стадио Альвизе Де Тони               | 2500        |
| ХК Вальпеличе   | Торре-Пелличе     | Палагьяччо Олимпико Ди Торре Пелличе | 2500        |
| ХК Понтебба     | Понтебба          | Палагьяччо Клаудио Вуэрич            | 2050        |
| ХК Пустерталь   | Брунико           | Лайтнер Солар Арена                  | 2050        |
| Риттен Спорт    | Ренон             | Арена Риттен                         | 1200        |